# Metapetrocosmea peltata
Metapetrocosmea peltata war die einzige Art der monotypischen Pflanzengattung Metapetrocosmea innerhalb der Familie der Gesneriengewächse (Gesneriaceae). Es wurden weitere Arten erstbeschrieben und einige Arten verschoben, sodass diese Gattung 2025 etwa elf Arten enthält.

## Beschreibung

### Erscheinungsbild und Blatt
Metapetrocosmea peltata wächst lithophytisch als immergrüne, ausdauernde krautige Pflanze. Sie bildet ein Rhizom aus. Ein Stängel ist nicht erkennbar.
Die wenigen bis vielen Laubblätter sind einer grundständigen Rosette angeordnet und in Blattstiel sowie Blattspreite gegliedert. Der flaumig behaarte Blattstiel ist 0,6 bis 2, selten bis zu 5 Zentimeter lang. Die schildförmige, einfache Blattspreite ist bei einer Länge von 1,2 bis 2, selten bis zu 4,5 Zentimetern sowie einer Breite von 0,5 bis 1,5, selten bis zu 2,5 Zentimetern eiförmig bis breit-eiförmig oder elliptisch mit gerundeter Spreitenbasis und stumpfem bis gerundetem oberen Ende. Der Blattrand ist glatt oder wellig.

### Blütenstand und Blüte
Die Blütezeit reicht in Hainan von Dezember bis Februar. Der seitenständige, 2,5 bis 4, selten bis zu 8 Zentimeter lange Blütenstandsschaft ist flaumig behaart. Im zymösen Blütenstand befinden sich locker angeordnet nur ein oder zwei, selten bis zu sieben Blüten. Die zwei gegenständigen Tragblätter sind bei einer Länge von 0,7 bis 1 Millimetern schmal-dreieckig bis linealisch. Die zwei gegenständigen Deckblätter sind relativ klein.
Die zwittrigen Blüten sind fünfzählig mit doppelter Blütenhülle. Der Blütenkelch ist radiärsymmetrisch. Die fünf gleichen Kelchblätter sind frei. Die Kelchblätter sind  bei einer Länge von 1,5 bis 2,5 Millimetern sowie einer Breite von 0,7 bis 1 Millimetern lanzettlich bis schmal-eiförmig oder schmal dreieckig und außen flaumig behaart. Die fünf weißen, innen kahlen, etwa 8 Millimeter langen Kronblätter sind zu einer glockenförmigen Blütenkrone verwachsen. Die Kronröhre ist mit einer Länge von nur etwa 4,5 Millimetern länger als der Kronsaum und weist auf ganzer Länge einen Durchmesser von etwa 3 Millimetern auf. Die zygomorphe Blütenkrone ist zweilippig. Die Kronoberlippe ist deutlich kürzer als die Kronunterlippe. Die Kronoberlippe ist etwa 2,2 Millimeter lang und endet in zwei Kronlappen. Die Kronunterlippe ist etwa 3,5 Millimeter lang und endet in drei fast gleichen Kronlappen mit gerundetem oberen Enden.
Es sind zwei fertile Staubblätter vorhanden; sie überragen die Kronröhre nicht. Die auf der unteren Seite nahe der Basis der Kronröhre inserierten, fadenförmigen, kahlen Staubfäden sind etwa 1,8 Millimeter lang und im oberen Bereich verdickt. Die fast dorsifixen Staubbeutel sind weiß zottig behaart, etwa 1 Millimeter lang und bis oben hin frei. Die gespreizten Theken öffnen sich longitudinal. Die zwei auf der oberen Seite der Kronröhre inserierten Staminodien sind mit einer Länge  von etwa 0,25 Millimetern sehr klein. Ein Nektardiskus fehlt. Der dicht angedrückt, flaumig behaarte, oberständige, einkammerige Fruchtknoten ist bei einer Länge von etwa 1 Millimetern breit-eiförmig. Es sind zwei parietale, spreizende, nach innen ragende Plazenten vorhanden. Der kahle, schlanke, 4 bis 6 Millimeter lange Griffel endet in einer kopfigen Narbe.

### Frucht und Samen
Die gerade auf dem Fruchtstiel stehende, glatte Kapselfrucht ist bei einer Länge von etwa 3 Millimetern fast kugelig und überragt den Kelch nur wenig. Die Kapselfrucht öffnet sich nahe ihrer Mitte fachspaltig = lokulizid und Fruchtklappen bleiben gerade, verdrehen sich also nicht. Die Samen besitzen keine Anhängsel.

## Vorkommen
Metapetrocosmea peltata ist ein Endemit in der chinesischen Provinz Hainan. Metapetrocosmea peltata kommt nur im zentralen bis südlichen Teil dieser größten tropischen Insel Chinas vor.
Metapetrocosmea peltata gedeiht in der Bergregion in Wäldern und entlang von Fließgewässern in Höhenlagen von 300 bis 700 Metern.
Die isolierten, genetisch unterscheidbaren Populationen von Metapetrocosmea peltata werden durch den Fluss Changhua geografisch getrennt.

## Systematik
Die Erstbeschreibung erfolgte 1935 unter dem Namen (Basionym) Petrocosmea peltata durch Chun Woon-Young (1890–1971) und Elmer Drew Merrill in Sunyatsenia, Volume 2, Issue 3–4, Seite 320–321, Tafel 70. Die Gattung Metapetrocosmea wurde 1981 durch Wen-Tsai Wang mit der Neukombination zu Metapetrocosmea peltata (Merr. & Chun) W.T.Wang in Bulletin of Botanical Research, Harbin, Volume 1, Issue 4, Seite 38 für diese Art aufgestellt. Das Typusmaterial wurde in einem hügeligen Gebiet auf Felsen entlang eines Fließgewässers in einer Höhenlage von 300 bis 800 Metern in Hainan gesammelt und mit der Herbarnummer 70183 hinterlegt. Das Artepitheton peltata bedeutet „schildförmig“ und bezieht sich auf die Form der Laubblätter. Der botanische Gattungsname Metapetrocosmea setzt sich zusammen aus dem altgriechischen Wort μετα, meta für mit, zwischen, nach und dem Gattungsnamen Petrocosmea, dies bezieht sich auf die Ähnlichkeit mit dieser Gattung.
Metapetrocosmea peltata ist die einzige Art der Gattung Metapetrocosmea, die zur Tribus Didymocarpeae aus den Didymocarpoiden innerhalb der Familie Gesneriaceae gehört.

## Ergänzende Literatur
- Z. Y. Li, Y. Z. Wang: Plants of Gesneriaceae in China. Henan Science and Technology Publishing House, Zhengzhou, 2004, S. 1–721.
- P. W. Li, F. P. Liu, M. Q. Han, J. F. Smith, Y. Z. Wang: Molecular and morphological evidence supports the inclusion of Deinostigma into Metapetrocosmea (Gesneriaceae). In: Ann. Missouri Bot. Gard., Volume 107, 2022, S. 447–466. doi:10.3417/2022767
- X. R. Zheng, P. S. Zou, Y. Chen, T. C. Vu, S. P. Dai: Metapetrocosmea alba (Gesneriaceae), a new species from central Vietnam. In: Phytotaxa, Volume 603, Issue 2, 2023, S. 199–204. https://doi.org/10.11646/phytotaxa.603.2.7
- P. W. Li, T. A. Le, Q. Zhang, F. Wen: 2024. Metapetrocosmea serrata (Gesneriaceae), a new combination for a previous Deinostigma species from Vietnam. In: Kew Bulletin, Volume 79, S. 455–456. doi:10.1007/s12225-024-10185-5
- Cuong Huu Nguyen, Đăng Hai Nguyễn, Che Wei Lin: A new species Metapetrocosmea culaochamensis and a new record of Paraboea myriantha (Gesneriaceae) from Vietnam. In: Turczaninowia, Volume 28, Issue 1, März 2025, S. 146–154. PDF. doi:10.14258/turczaninowia.28.1.15